# بيلي أولتر
بيلي أولتر (بالإنجليزية: Bailey Olter)‏ (و. 1932 – 1999 م) هو سياسي من ولايات ميكرونيسيا المتحدة.